# Sofitel

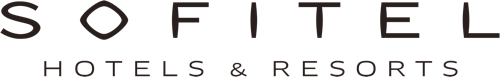
Logo

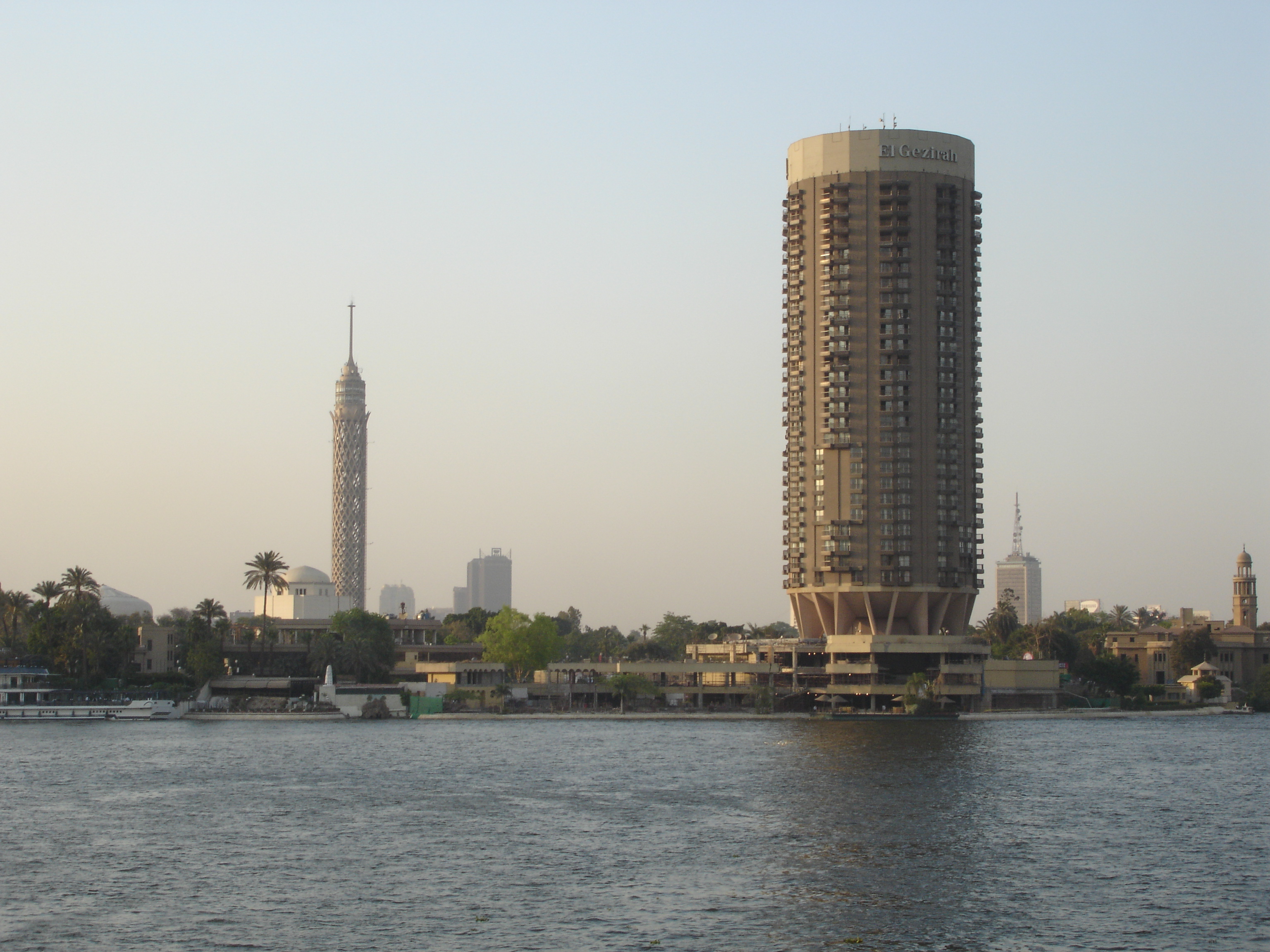
Hotel El Gezirah w Kairze (2006)

Sofitel – międzynarodowa sieć hoteli luksusowych należąca do Accor Hotels, w skład której wchodzi ponad 160 hoteli 5-gwiazdkowych i 4-gwiazdkowych w 53 krajach świata.
Marka posiada 3 odsłony: «Sofitel» – luksusowe hotele światowej klasy, «So by Sofitel» – luksusowe i designerskie hotele butikowe oraz «Legend by Sofitel» – luksusowe i legendarne pałace.
Celem marki Sofitel jest zapewnienie gościom obsługi dostosowanej do ich indywidualnych potrzeb („cousu main”), wzbogaconej o emocje, skuteczność i dążenie do doskonałości.

## Hotele Sofitel w Polsce
Do sieci w Polsce należą następujące hotele, zarządzane przez Orbis:
- Warszawa − Sofitel Warsaw Victoria (dawny hotel Victoria Intercontinental)
- Sopot − Sofitel Grand Sopot (dawny Orbis Grand Hotel Sopot)

## Dawne hotele Sofitel w Polsce
- Kraków − Sofitel Kraków (w latach 2000-2002, dawny hotel Forum)
- Wrocław − Sofitel Wrocław Old Town (2001−2020[1], obecnie hotel Wyndham Wroclaw Old Town)